# Mount Wellington
Mount Wellington is een berg op het eiland Tasmanië, een deelstaat van Australië. De Mount Wellington is 1271 meter hoog en hoort bij de Wellington Range (Wellingtongebergte).
Aan de voet van de Mount Wellington ligt Hobart, de hoofdstad en de grootste stad op Tasmanië. De berg is vaak met sneeuw bedekt, soms zelfs in de zomer.

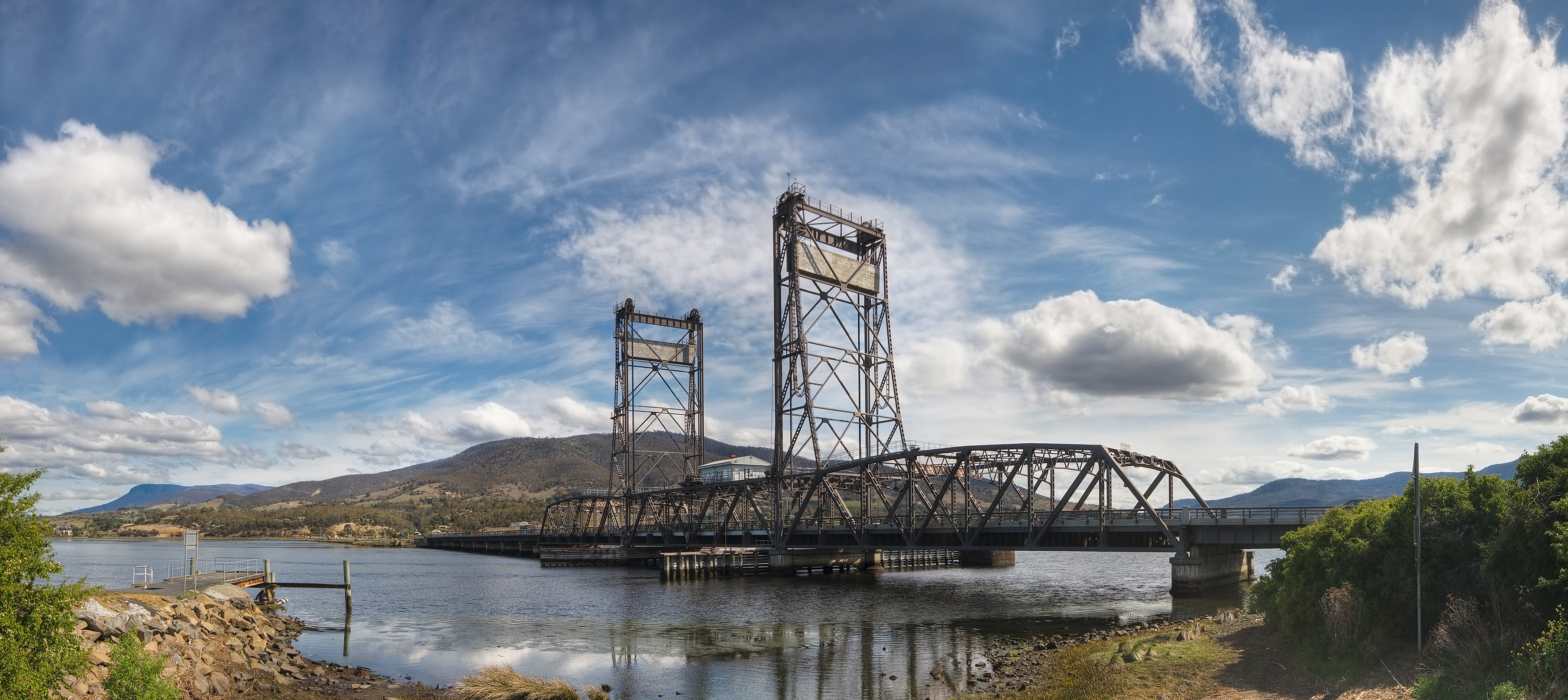
The Bridgewater Bridge verbindt Mount Wellington (achtergrond) met de wijk Granton in Hobart